# Menschen hautnah
Menschen hautnah ist eine mehrfach preisgekrönte Sendereihe des WDR, die dokumentarisch Menschen und ihre persönliche Lebensgeschichten porträtiert.

## Geschichte und Inhalte der Sendereihe
Die Reihe ging 1996 auf Sendung und wurde von 1996 bis 1999 von Gert Monheim als verantwortlichem Redakteur geleitet. Seit 2000 ist Ulrike Schweitzer Redaktionsleiterin. In jeweils 45 Minuten dauernden Einzel-Porträts werden Menschen in ihrem Lebensweg – der oft von besonderem Brüchen, Krisen- und Lern-Erfahrungen geprägt ist – vorgestellt und an für sie bedeutsame Orte ihres aktuellen Lebensumfelds und ihrer Vergangenheit begleitet. 
Porträtiert wurden beispielsweise ein 44-jähriger, der trotz seines Analphabetismus einen LKW-Führerschein erwarb, ein junger Mann, der Priester werden will, ein 60-jähriges Paar, das Tantra-Kurse besucht, die einjährige Wohnungssuche eines obdachlosen Mannes bis zum Erhalt einer eigenen Wohnung und drei jugendliche Pärchen in der Folge „Das erste Mal...verliebt“. In der Regel sind die Protagonisten nicht bekannte, nicht-prominente Menschen. Gelegentlich werden manche der Porträtierten (auch durch die Sendung) aber zu bekannteren Persönlichkeiten, etwa der aus einer prekären Familie stammende und nun zum Autor und Kinderrechte-Aktivist herangereifte Jeremias Thiel.

Filmästhetisch sind die Dokumentationen in der Wahl ihrer filmischen Mittel und Herangehensweisen sehr unterschiedlich, was die Redaktion in einer Selbstdarstellung auf der Sendungs-Homepage folgendermaßen erklärt: 

„Wir machen aus persönlichen Geschichten ein großes Thema. Wir haben ein Herz für Menschen – liebevoll, respektvoll, nicht voyeuristisch. Wir erleben hautnah die Veränderung von Menschen mit. Jeder Film wird so erzählt, dass die Form dem Inhalt folgt. So bietet diese Reihe Journalisten wie Filmemachern die Möglichkeit, tief einzutauchen in ein Thema, Menschen in Gänze zu verstehen, erzählerisch zu experimentieren und auch, das Handwerk zu lernen.“

Ein ähnliches Format bietet der Bayerische Rundfunk mit der Dokumentarfilm-Reihe Lebenslinien, die immer montags um 22 Uhr zu sehen ist.

## Auszeichnungen (Auswahl)
Die Sendereihe erhielt zahlreiche Preise und Auszeichnungen, darunter:
- Film- und Fernsehpreis des Hartmannbundes 1998
- Civis – Europas Medienpreis für Integration 1999, 2000, 2001 und 2006
- Preis beim International Ethnic Film Festival „At home“ in Krakau 2000
- Zweiter Preis Historama Ruhr 2000
- Deutscher Fernsehpreis 2001 und 2007
- Axel-Springer-Preis für junge Journalisten 2001
- Deutscher Kamerapreis 2000, 2004 und 2006
- Bayerischer Fernsehpreis 2004[6]
- Medienpreis für Bildung und Erziehung in der Familie 2005 und 2007
- Kölner Medienpreis 2004, 2006 und 2008
- Ravensburger Medienpreis 2005 und 2010
- Nachwuchspreis des Deutschen Journalisten-Verbandes 2007
- Deutscher Sozialpreis 2010[7]
- Deutscher Kinder- und Jugendhilfe-Preis 2010[8]

## Kritik
2019 stellte sich heraus, dass die Autorin Katharina Wulff-Bräutigam in drei Folgen (Heimliche Liebe (2014), Liebe ohne Zukunft? Heimliche Affären und ihre Folgen (2016) sowie Ehe aus Vernunft (2019)) Protagonisten über einen Aufruf bei der Internet-Plattform „komparse.de“ gewonnen hatte, und dass außerdem die geschilderten, wahren Geschichten teilweise in der Darstellung und den Aussagen voneinander abwichen. Der Sender beendete hierauf die Zusammenarbeit mit der Autorin und teilte mit, die Redaktion werde die Anwendung des Vier-Augen-Prinzips und die Gegenrecherche ausweiten und ihre Kriterien für die Protagonistensuche präzisieren. Die Autorin erklärte gegenüber der Frankfurter Allgemeinen Zeitung, dass sie nicht gewusst habe, dass sie Protagonisten nicht über „komparse.de“ suchen dürfe, und sich daher nicht alleine, sondern auch die Redaktion des WDR in der Verantwortung sähe. Die Chefredakteurin für Fernsehen beim WDR, Ellen Ehni, sah zwar redaktionelle Versäumnisse bei der die Beiträge betreut habenden Redakteurin, behielt sie jedoch im Team. Der Sender entfernte eine der betroffenen Folgen aus der Mediathek und versah die anderen mit einem Hinweis auf eine laufende Prüfung.